# Gábor Pintér
Gábor Pintér (Kunszentmárton, 9 marzo 1964) è un arcivescovo cattolico ungherese, che lavora nel servizio diplomatico della Santa Sede.

## Biografia
Nato a Kunszentmárton, nella contea di Jász-Nagykun-Szolnok e nella diocesi di Seghedino-Csanád, il 9 marzo 1964, dopo il baccalaureato in teologia, è ordinato presbitero l'11 giugno 1988 per la diocesi di Vác. Consegue poi un dottorato di ricerca in teologia ed uno in diritto canonico. Oltre l'ungherese, conosce e parla l'italiano, l'inglese, il tedesco, il francese, lo spagnolo, il russo, lo svedese e il creolo haitiano.

### Carriera diplomatica
Entrato nel servizio diplomatico della Santa Sede il 1 luglio 1996, compie il suo ministero presso le nunziature apostoliche ad Haiti, in Bolivia, in Svezia, in Francia, nelle Filippine e, dal 2013 al 2016, in Austria. Il 13 maggio 2016 papa Francesco lo nomina arcivescovo titolare di Velebusdo e nunzio apostolico in Bielorussia. Il 15 luglio successivo riceve la consacrazione episcopale presso la cattedrale dell'Assunzione in Vác dal cardinale Pietro Parolin, segretario di Stato della Santa Sede, co-consacranti principali l'arcivescovo metropolita di Esztergom-Budapest, il cardinale Péter Erdő, e il vescovo di Vác, Miklós Beer. Nella sua prima visita a Minsk, elogia la traduzione del Nuovo Testamento in bielorusso realizzata nel 2016.

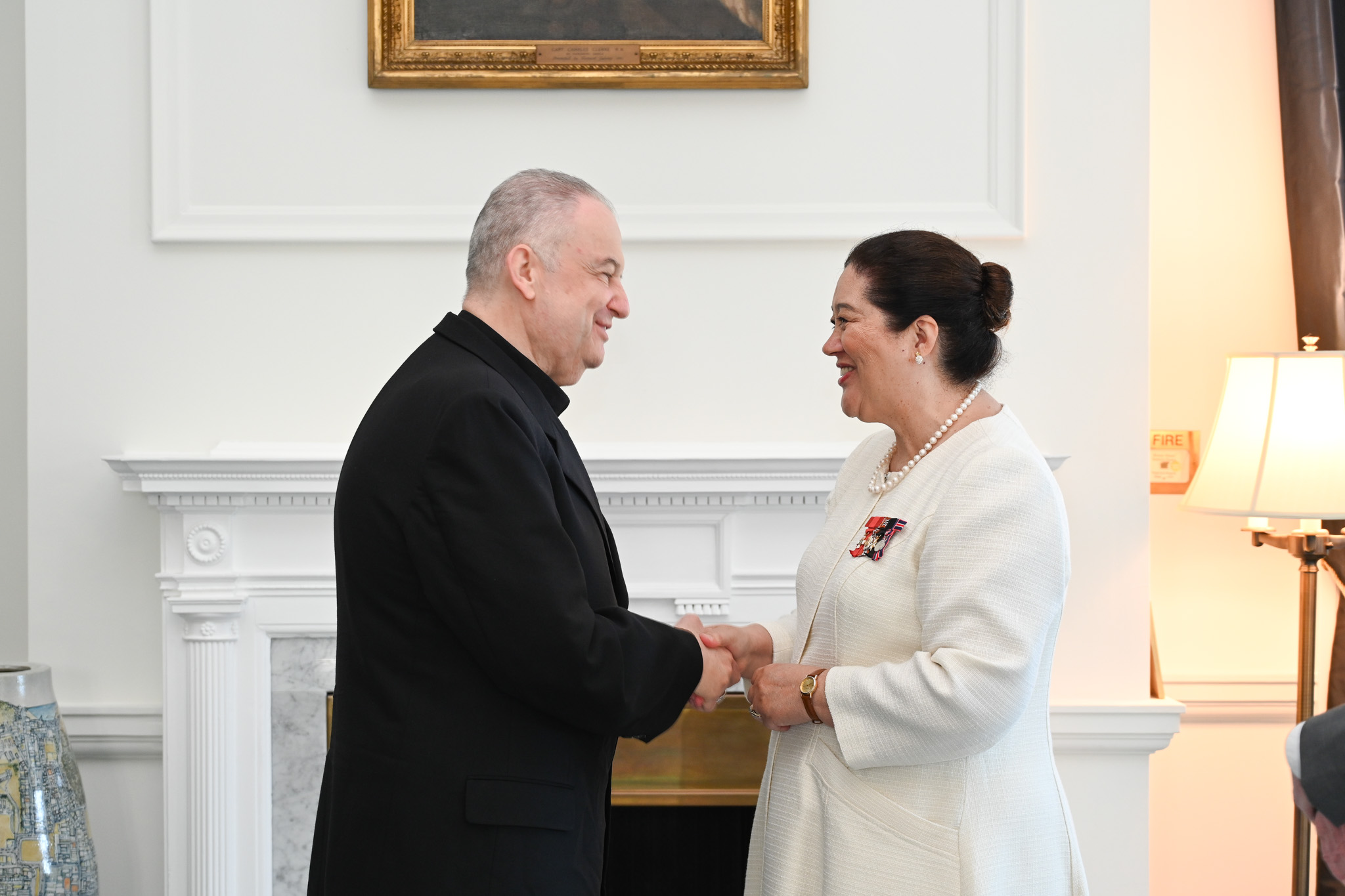
L'arcivescovo Gábor Pintér con la governatrice generale della Nuova Zelanda Cindy Kiro

Il 12 novembre 2019 è nominato nunzio apostolico in Honduras, dove il 12 luglio 2024 riceve il sostituto per gli affari generali della Segreteria di Stato della Santa Sede, l'arcivescovo Edgar Peña Parra, per la riapertura della nunziatura nel Paese. Viene poi trasferito, il 27 luglio dello stesso anno, alla nunziatura apostolica in Nuova Zelanda, venendo nominato anche delegato apostolico per l'Oceano Pacifico. Il 29 agosto successivo gli viene affidata anche la nunziatura apostolica nelle Figi. Il 14 gennaio 2025 è nominato anche nunzio apostolico a Palau, negli Stati Federati di Micronesia e a Vanuatu.
Infine, il 12 aprile 2025 gli viene affidata la nunziatura apostolica presso le Isole Cook, le Kiribati, le Isole Marshall, a Nauru e nelle Samoa. Succede, in queste sedi, all'arcivescovo Novatus Rugambwa, dimessosi per motivi di salute, a causa di un ictus.

## Genealogia episcopale e successione apostolica
La genealogia episcopale è:
- Cardinale Scipione Rebiba
- Cardinale Giulio Antonio Santori
- Cardinale Girolamo Bernerio
- Arcivescovo Galeazzo Sanvitale
- Cardinale Ludovico Ludovisi
- Cardinale Luigi Caetani
- Cardinale Ulderico Carpegna
- Cardinale Paluzzo Paluzzi Altieri degli Albertoni
- Papa Benedetto XIII
- Papa Benedetto XIV
- Papa Clemente XIII
- Cardinale Bernardino Giraud
- Cardinale Alessandro Mattei
- Cardinale Pietro Francesco Galleffi
- Cardinale Giacomo Filippo Fransoni
- Arcivescovo Antonio Saverio De Luca
- Arcivescovo Gregor Leonhard Andreas von Scherr
- Arcivescovo Friedrich von Schreiber
- Arcivescovo Franz Joseph von Stein
- Arcivescovo Joseph von Schork
- Vescovo Ferdinand von Schlör
- Arcivescovo Johann Jakob von Hauck
- Vescovo Ludwig Sebastian
- Cardinale Joseph Wendel
- Arcivescovo Josef Schneider
- Vescovo Josef Stangl
- Papa Benedetto XVI
- Cardinale Pietro Parolin
- Arcivescovo Gábor Pintér

La successione apostolica è:
- Vescovo Walter Guillén Soto, S.D.B. (2021)
- Vescovo Romeo Duetao Convocar (2025)

Inoltre, è co-consacrante principale di:
- Vescovo Teodoro Gómez Rivera (2021)
- Vescovo Ángel Julino Falzón, O.F.M. (2024)